# Aleksander Główka
Aleksander Główka (ur. 12 grudnia 1921 w Skierniewicach, zm. 26 czerwca 2018), syn Ignacego i Wiktorii z Waniaków. Uczestnik walk z hitlerowskim okupantem w Skierniewicach, pseudonim Arga, w 2000 mianowany na stopień  kapitana. Żołnierz AK, działacz harcerski Szarych Szeregów w Skierniewicach. Od 1992 członek Światowego Związku Żołnierzy Armii Krajowej Okręg Warszawa-Zachód, Środowisko Skierniewice. Od 1994 członek Stowarzyszenia Szarych Szeregów, prezes Zarządu Oddziału w Skierniewicach. Działacz harcerski, harcerz w stopniu harcmistrza; zasłużony działacz społeczny. Honorowy Obywatel Skierniewic.

## Nauka szkolna, studia
Szkołę Powszechną nr 2 w Skierniewicach ukończył 24 czerwca 1935. Uczęszczał następnie do 4-klasowej Koedukacyjnej Szkoły Handlowej Polskiej Macierzy Szkolnej w Skierniewicach którą ukończył w roku 1939. Po wojnie kończył studia w Szkole Głównej Handlowej (Szkoła Główna Planowania i Statystyki) w Warszawie przy ul. Rakowieckiej, ukończył je 23 stycznia 1953 roku z tytułem magistra nauk ekonomicznych (a  rozpoczął w 1943 w tej samej uczelni, która miała wówczas nazwę I Miejska Szkoła Handlowa w Warszawie często nazywana Szkołą Lipińskiego). Zajęcia w tej szkole odbywały się  w Związku Spółdzielni Rolniczych „Rolnik” przy Placu Kopernika. Dopiero po wojnie zdał maturę w Gimnazjum i Liceum Przyrodniczym w Płocku. 7 listopada 1952 ukończył także studia w Szkole Głównej Służby Zagranicznej w Warszawie przy ul. Wawelskiej.

## Działalność w Związku Harcerstwa Polskiego
Do Związku Harcerstwa Polskiego wstąpił w 1932 zdobywając w 1938 roku stopień Harcerza Rzeczypospolitej. W 1939 pełnił funkcje drużynowego 31. Mazowieckiej Drużyny Harcerzy im. Jana III Sobieskiego oraz członka Komendy Hufca ZHP w Skierniewicach. W sierpniu 1939 wspólnie z dh. Wacławem Medyńskim organizował Pogotowie Wojenne Harcerzy w Skierniewicach, które od 16 sierpnia do końca września 1939 pełniło służbę na rzecz miasta i wojska.

## Działalność konspiracyjna
Władze ZHP zadecydowały o kontynuowaniu od 27 września 1939 działalności organizacyjnej w warunkach konspiracji, rozpoczął więc organizowanie harcerstwa szaroszeregowego w rodzinnym mieście. Od października 1939 członek i organizator zastępów szaroszeregowych – ZHP Szare Szeregi, członek Komendy Hufca Skierniewice. Rozkazem z września 1943 harcmistrz Manfred Szmigielski („Szwed”) – komendant „Ula Puszcza” (Chorągwi Mazowieckiej Szarych Szeregów) mianował go (już wówczas podharcmistrza) komendantem „Roju Wilkołak” (konspiracyjnego Hufca Skierniewice) i był nim do lutego 1945, organizując m.in. szereg działań dywersyjnych i akcji zbrojnych, w których sam uczestniczył. Od 2 stycznia 1940 żołnierz Związku Walki Zbrojnej – Armii Krajowej.
Przeszedł szkolenie wojskowe i instruktorskie – harcerskie. Kurs podoficerski w ZWZ odbył w 1941, w 1942 zaliczył kurs „Szkoły za lasem” z nominacją na stopień podharcmistrz. W latach 1942–1943 odbył szkolenie wojskowe w podchorążówce „Agricola” (klasa „Ewa”) i ukończył je w stopniu kaprala podchorążego. W latach 1943–1945 był dowódcą plutonu specjalnego w batalionie „Fabryka” w Obwodzie „Sroka”, pełniącego służbę logistyczną na rzecz dowództwa. Z ramienia komendy obwodu prowadził szkolenie drużyn sabotażu Szarych Szeregów. Od 14 września 1944 do 17 stycznia 1945 walczył w oddziale partyzanckim „Łókosa” (Bolesława Kieresińskiego – organisty w Puszczy Mariańskiej). Służbę w Armii Krajowej ukończył 17 stycznia 1945 w stopniu podporucznika.

## Praca zawodowa
Pracę konspiracyjną łączył z pracą zawodową najpierw w skierniewickiej Straży Ogniowej od 1940 do 1941 (tam odbył konspiracyjne szkolenie podoficerskie), a potem w  Zarządzie Miejskim w Skierniewicach na stanowisku Sekretarza Miejskiego Aresztu Policyjnego (od l maja 1941 do 30 września 1942). Następnie, na rozkaz dowódcy batalionu AK Antoniego Ratyńskiego „Biedy” został urzędnikiem Wehrmachtsliegenschaft (gospodarstwo wojskowe) w Dąbrowicach (od l października 1942 do 30 września 1944). W końcowym okresie hitlerowskiej okupacji pracował w skierniewickiej Spółdzielni Rolniczo-Handlowej „Rolnik” zajmując się skupem wełny, warzyw i owoców.
Równolegle działał w Radzie Głównej Opiekuńczej – organizacji charytatywnej tolerowanej przez Niemców i Ośrodku Pomocy Uciekinierom z Warszawy, który mieścił się na terenie cegielni w Skierniewicach.
1 września 1945 został nauczycielem Państwowego Gimnazjum Kupieckiego w Skierniewicach na podstawie tzw. półdyplomu SGH. Był też opiekunem 79. Mazowieckiej Drużyny Harcerzy aż do likwidacji w 1949 harcerstwa starszego i podporządkowania go tzw. Organizacji Harcerskiej.
Prawie 30 lat do 1974 pracował w zawodzie nauczycielskim, jako nauczyciel i dyrektor szkół ekonomicznych w Skierniewicach i Zgierzu (tu od 1 listopada 1964 do 31 października 1974 był dyrektorem Liceum Ekonomicznego, mianowanym przez Ministra Oświaty, a wyłonionym w drodze konkursu). Działał w strukturach doskonalenia nauczycieli, w Komisji Oceny Programów i Podręczników przy Ministerstwie Oświaty (w latach 1957–1974).
Od 1 listopada 1974 pracował w Wydziale Kultury Fizycznej i Turystyki Prezydium Rady Narodowej m. Łodzi, był kierownikiem Wojewódzkiego Funduszu Turystyki, a następnie zastępcą dyrektora Przedsiębiorstwa Turystycznego „Łódź”.
Na emeryturę przeszedł 1 stycznia 1982.
Pochowany na cmentarzu św. Józefa w Skierniewicach.

## Działalność społeczna
Poza pracą zawodową realizował się w działalności społecznej w:
- Komitecie Kultury Fizycznej i Sportu,
- w akcji zwalczania analfabetyzmu na wsi (1946–1950),
- w Społecznym Komitecie Budowy Szkół i Internatów (1950–1973),
- w Polskim Towarzystwie Turystyczno-Krajoznawczym (1952–1981),
- w Związku Nauczycielstwa Polskiego (1945–1981),
- w Towarzystwie Opieki nad Zabytkami (1992–2018).

Organizował spotkania z młodzieżą szkolną przekazując jej etos Armii Krajowej. Jego staraniem w 1993 w Kościele Garnizonowym w Skierniewicach zostały umieszczone 3 tablice ku czci poległych żołnierzy Powstania Warszawskiego i AK-owców pomordowanych w Skierniewicach.
Organizował coroczne zloty żołnierzy AK – Szarych Szeregów w Skierniewicach.
Mimo zaawansowanego wieku uczestniczył zawsze w uroczystościach państwowych i kombatanckich oraz dbał o miejsca pamięci narodowej. Bardzo aktywny członek środowiska Skierniewickiego Światowego Związku Żołnierzy Armii Krajowej.

## Publikacje
Autor publikacji:
- Harcerze i harcerki Szarych Szeregów – pod red. Aleksandra Główki, wydana w 1995,
- Stowarzyszenie Szarych Szeregów Oddział Skierniewice, album pod red. Aleksandra Główki, WING Łódź 2001, ISBN 83-86747-72-2
- Życie to moja przygoda, Łódź 2009 Marron Edition ISBN 978-83-60405-02-4 – autorski zapis zarówno literacko potraktowanego biogramu (cz. I „W kręgu bliskich”) jak i zapisów wędrówek przez trzy kontynenty (cz. II „Pamiętniki subiektywne z podróży”).

## Odznaczenia i wyróżnienia
- Krzyż Komandorski Orderu Odrodzenia Polski („za wybitne zasługi w działalności kombatanckiej” nr 24-2005-37) 15 lutego 2005[2]
- Krzyż Oficerski Orderu Odrodzenia Polski (3504-88-4) 1988
- Krzyż Kawalerski Orderu Odrodzenia Polski (1054-78-4) 1978
- Złoty Krzyż Zasługi 1969
- Krzyż Walecznych 1944
- Krzyż Armii Krajowej (nr 39927) 1987
- Krzyż Partyzancki (F-4003) 1961
- Medal za Długoletnie Pożycie Małżeńskie (14-97-281) 1997
- Złoty Krzyż „Za Zasługi dla ZHP” z Rozetą z Mieczami (185) 1985
- Honorowa Odznaka Województwa Łódzkiego 1968
- Złota Odznaka ZNP 1969
- Złota Honorowa Odznaka PTTK  1975
- Złota Odznaka NFOZ 1985
- Odznaka „Weteran Walk o Wolność i Niepodległość Ojczyzny” 1995
- Odznaka Pamiątkowa AK 1996
- Odznaka Grunwaldzka 1958

- Inwalida wojenny Kat. Pierwszej od 11 07 1990
- Kombatant uprawnienia 412803 z racji przynależności do Szarych Szeregów
- Patent Weteran Walk o Wolność i Niepodległość Ojczyzny Nr 1122 1999 r.

## Miejsce spoczynku
Pochowany 30 czerwca 2018 r. na cmentarzu św. Józefa w Skierniewicach